# Van Cappellenhuis
Het Van Cappellenhuis is een voormalig bejaardentehuis van de Van Cappellenstichting aan de Dorpsstraat 164 te Capelle aan den IJssel in de Nederlandse provincie Zuid-Holland. Het pand is in 1898 in Neo-Hollandse Renaissancestijl gebouwd voor de zes jaar eerder opgerichte Van Cappellen Stichting. De stichting is opgericht door Johannes Nolen en diens echtgenote Anna Maria van Cappellen.
Het pand is sinds 1979 niet meer in gebruik als bejaardentehuis, dat jaar nam de gemeente het pand over. Na een verbouwing werd het pand in gebruik genomen als kantoorpand en cultureel centrum. Alleen de regentenkamer is niet aangepast. Het gebouw is sinds 1998 opgenomen in het rijksmonumentenregister onder nummer 509910.

## Geschiedenis
In 1892 richtten Anna Maria van Cappellen en haar man Johannes Nolen een stichting op die zij Van Cappellen noemden. Zij lieten dat jaar in hun testament opnemen dat na hun overlijden een stichting opgericht moest worden. Deze stichting zou een ouden mannen en vrouwenhuis moeten gaan beheren. De uitvoer van hun testament vond plaats na het overlijden van Nolen in 1895. Van Cappellen was reeds twee jaar eerder overleden. Het kapitaal waarmee de stichting opgericht en het pand gebouwd werd was afkomstig van een erfenis die Anna Maria had gekregen van haar oom Pieter van Cappellen.
De inwonende ouderen werden verzorgd door een huismeestersechtpaar. Na zeven van dergelijke echtparen werd besloten om het verzorgingshuis te sluiten, mede door veranderde inzichten aangaande de huisvesting en verzorging van ouderen. De ouderen die er nog woonden verhuisden naar andere verzorgingstehuizen en het pand kreeg een andere bestemming. Vanaf 1976 kwamen er in het pand maatschappelijke instellingen. Het gebouw werd ook niet langer beheerd door de Van Cappellen Stichting, maar door de gemeente Capelle aan den IJssel. De gemeente besloot er een muziekschool in te plaatsen.
In 1998 werd het gebouw opgenomen in de lijst van rijksmonumenten. De eveneens 100-jarige beuk op de binnenplaats werd ingeschreven in het register voor monumentale bomen. In 1999 verhuisde de muziekschool en kwam het pand deels leeg te staan. Het jaar daarop kwamen buurtbewoners in actie, zij eisten van de gemeente dat het pand (deels) een culturele bestemming zou krijgen. Een andere eis was dat de nieuwe eigenaar het complex diende te restaureren. De gemeente Capelle aan den IJssel had als eis dat er ook huwelijken gesloten zouden kunnen worden. Uiteindelijk is er een consortium opgesteld dat het pand is gaan beheren, het pand is nu multifunctioneel en er kunnen huwelijken in de oude regentenkamer gesloten worden.

## Het gebouw

### Interieur
Het pand is in de neo-renaissance stijl gebouwd. Maar, gezien het budget, is het met minder dure details gebouwd. Zoals de architect het destijds omschreef: er is rekening gehouden met den grootste eenvoud. Dit houdt in dat er onder andere geen glas-in-loodramen zijn aangebracht en ook geen gebeeldhouwde plafonds, terwijl dit wel details zijn die bij de bouwstijl horen.
Ondanks het lage budget van ƒ 35.000 heeft het pand wel een massief eiken voordeur met koperbeslag gekregen. De trap naar boven heeft een balustrade en de vestibule en hal zijn ruim van opzet.

### Exterieur
Het pand heeft aan de achterkant twee dwarsvleugels met daartussen een plein. Het plein ligt direct aan de Hollandse IJssel. Door deze dwarsvleugels heeft het pand een U-vorm waarvan de armen van de U kort zijn. De hoofdvleugel en de twee dwarsvleugels worden gedekt door zadeldaken. De dwarsvleugels hebben kruispannen. Alle buitenmuren zijn opgetrokken in rode baksteen, ook het fries. De gevels zijn versierd met gepleisterde sierstenen. De muren rusten op hardstenen plinten.
De voorgevel bestaat uit een vijf traveeën breed middendeel, dit deel heeft een verdieping. Het deel op de begane grond heeft vleugels van drie traveeën breed, deze delen bestaan uit een bouwlaag. In het middelste gedeelte van de voorgevel is een risalerende ingangspartij aangebracht, de voordeur bestaat uit een dubbele paneeldeur. Om de deur is een profiellijst aangebracht, het bovenlicht is halfrond. In een natuurstenen band boven de voordeur is de naam van de stichting aangebracht. Boven de ingangspartij is nog weer een trapgevel van vijf trappen aangebracht.

### Regentenkamer
De regentenkamer (directiekamer) is in de originele staat gelaten. De kamer is, net als het gebouw, in Neo-Hollandse renaissance gebouwd. In de kamer staan een schouw en kastenwand die ook tot het monument behoren. De wanden zijn voorzien van panneellambrisering en goudleerbehang. Ook het originele meubilair en stoffering is nog in de kamer aanwezig.